# Aziz Behich
Aziz Eraltay Behich (tiếng Thổ Nhĩ Kỳ: Aziz Eraltay, /ˈæzɪz ˈbeɪ.ɪtʃ/ AZ-iz BAY-itch; sinh ngày 16 tháng 12 năm 1990) là một cầu thủ bóng đá chuyên nghiệp người Úc thi đấu ở vị trí hậu vệ và tiền vệ cánh cho câu lạc bộ Dundee United và đội tuyển quốc gia Úc.

## Thống kê sự nghiệp

### Quốc tế
Tính đến ngày 2 tháng 2 năm 2024
| Đội tuyển quốc gia | Năm       | Trận | Bàn |
| ------------------ | --------- | ---- | --- |
| Úc                 | 2012      | 5    | 2   |
| Úc                 | 2013      | 0    | 0   |
| Úc                 | 2014      | 3    | 0   |
| Úc                 | 2015      | 4    | 0   |
| Úc                 | 2016      | 0    | 0   |
| Úc                 | 2017      | 7    | 0   |
| Úc                 | 2018      | 11   | 0   |
| Úc                 | 2019      | 8    | 0   |
| Úc                 | 2021      | 5    | 0   |
| Úc                 | 2022      | 14   | 0   |
| Úc                 | 2023      | 6    | 0   |
| Úc                 | 2024      | 6    | 0   |
| Tổng cộng          | Tổng cộng | 69   | 2   |

Bàn thắng và kết quả của Úc được để trước.
| # | Ngày                | Địa điểm                          | Đối thủ           | Bàn thắng | Kết quả | Giải đấu                 |
| - | ------------------- | --------------------------------- | ----------------- | --------- | ------- | ------------------------ |
| 1 | 9 tháng 12 năm 2012 | Sân vận động Hồng Kông, Hồng Kông | Đài Bắc Trung Hoa | 5–0       | 8–0     | EAFF East Asian Cup 2013 |
| 2 | 9 tháng 12 năm 2012 | Sân vận động Hồng Kông, Hồng Kông | Đài Bắc Trung Hoa | 7–0       | 8–0     | EAFF East Asian Cup 2013 |